# Claude Shannon
Claude Elwood Shannon (Petoskey (Michigan), 30 april 1916 – Medford (Massachusetts), 24 februari 2001) was een Amerikaans wiskundige en elektrotechnicus en wordt wel de "vader van de informatietheorie" genoemd.

## Biografie
Shannon werd geboren in Petoskey als zoon van de zakenman Claude Sr. (1862-1934) en Mabel Wolf Shannon (1890-1945), dochter van Duitse immigranten. Hij was een ver familielid van Thomas Edison. In zijn jeugd werkte hij als boodschapper voor Western Union. Hij begon aan de studies elektronica en wiskunde aan de universiteit van Michigan in 1932, en behaalde zijn bachelorsgraad in 1936. Hij studeerde daarna aan het MIT, waar hij – nadat hij had gereageerd op een advertentie die op een prikbord hing – werkte aan de 'Differential Analyser' van Vannevar Bush, een analoge computer.
Door dit werk zag hij in dat de booleaanse algebra heel goed kon worden toegepast op de schakelingen die hiervoor nodig waren en zijn doctoraalscriptie uit 1937 aan het MIT A Symbolic Analysis of Relay and Switching Circuits, legde de basis voor de wetenschap van het ontwerpen van digitale schakelingen.
In 1940 verwierf Shannon een doctorstitel (Ph.D.) in de wiskunde aan het MIT met een proefschrift over wiskundige aspecten van de genetica An Algebra for Theoretical Genetics. Na een jaar verbonden te zijn geweest aan het Institute for Advanced Study in Princeton ging hij in 1941 werken voor Bell Labs, totdat hij in de vijftiger jaren terugkeerde naar het MIT.
Van 1958 tot 1978 was Claude Shannon professor aan het MIT. Daarnaast was hij privé een succesvol investeerder, mede door toepassing van wiskundige technieken, en had hij belangstelling voor de speltheorie. Hij publiceerde een van de eerste programma's voor computerschaak, het maakte gebruik van een minimax-algoritme. Op latere leeftijd leed hij aan de ziekte van Alzheimer, waardoor hij de bloei van het computertijdperk, die hij zelf had helpen ontketenen, niet meer bewust heeft meegemaakt.

## Werk
In zijn doctoraalscriptie toonde hij aan dat het binair talstelsel en de booleaanse algebra (een algebraïsche structuur met de logische operatoren AND, OR en NOT) konden worden gebruikt om de onderlinge verbindingen van schakelaars voor het tot stand brengen van telefoonverbindingen te vereenvoudigen. Hij breidde vervolgens het concept uit en toonde aan dat de verbindingen konden worden gebruikt voor het oplossen van alle problemen die de booleaanse algebra kan oplossen. Het gebruik van de eigenschappen van dergelijke schakelingen op deze manier is de basis van alle digitale computers. Shannons theoretisch formalisme kwam in de plaats van de empirische technieken die tot dan toe werden gebruikt.
Professor Howard Gardner van de Harvard-universiteit noemde zijn afstudeerscriptie "possibly the most important, and also the most famous, master's thesis of the century", (mogelijk de belangrijkste, en de bekendste, afstudeerscriptie van de eeuw). Een uittreksel ervan werd in 1938 gepubliceerd in de Transactions of the American Institute of Electrical Engineers, en in 1940 ontving hij voor deze scriptie de 'Alfred Nobel Award' van het 'American Institute of American Engineers'.
In 1948 publiceerde hij A Mathematical Theory of Communication. Deze publicatie behandelt het vraagstuk van het reconstrueren van het door een zender verstuurd signaal. Shannon gaf een definitie van entropie (die niet verward moet worden met die in de thermodynamica) als een maat voor hoeveelheid informatie die een signaal kan bevatten. Ook formuleerde hij een theorema voor de maximale informatietransmissiecapaciteit van een communicatiekanaal bij een gegeven frequentiebandbreedte en hoeveelheid ruis. Het boek, samen met Warren Weaver geschreven, is beknopt en verrassend toegankelijk voor de niet-specialist. Dankzij deze publicatie kan Shannon worden beschouwd als de grondlegger van de informatietheorie.
Een andere belangwekkende publicatie, uit 1949, is Communication Theory of Secrecy Systems, waarin feitelijk de basis werd gelegd voor de wiskundige theorie van de cryptografie.

## Onderscheidingen
In 1966 ontving hij de IEEE Medal of Honor. Hij was buitenlands lid van de Koninklijke Nederlandse Akademie van Wetenschappen KNAW.

## Privé
Zelf was Shannon een goed jongleur. In de gangen van Bell Labs was hij regelmatig te zien op een eenwieler jonglerend met drie ballen. Met zijn wetenschappelijke achtergrond ontwikkelde hij een wiskundige theorie van het jongleren. Deze jongleerstelling van Shannon luidt:

{\displaystyle (F+D)H=(V+D)N}
Waarbij
F = tijd dat een bal in de lucht blijft
D = tijd dat een bal in de hand blijft
V = tijd dat een hand leeg is
N = aantal ballen
H = aantal handen
Deze stelling valideerde Shannon regelmatig aan de werkelijkheid. Nieuwe collega-jongleurs begroette hij dan ook met de vraag: "Mag ik je jongleren meten?"